# ديمير كابيا
دمير كابيا (Демир Капија) هي مدينة في مقاطعة نيغوتينو في جمهورية مقدونيا. وهي تقع بالقرب من بوابات الحجر الجيري التي تحمل نفس الاسم. باغ عدد سكانها 3,725 نسمة. المدينة هي مقر بلدية دمير كابيا.

## أصل الاسم
اسم المدينة يأتي من التركية Demir Kapı (البوابة الحديدية) عندما كانت المستوطنة جزءا من الدولة العثمانية، ولا تزال تسمى دمير كابى باللغة التركية.